# Lucas Van Looy

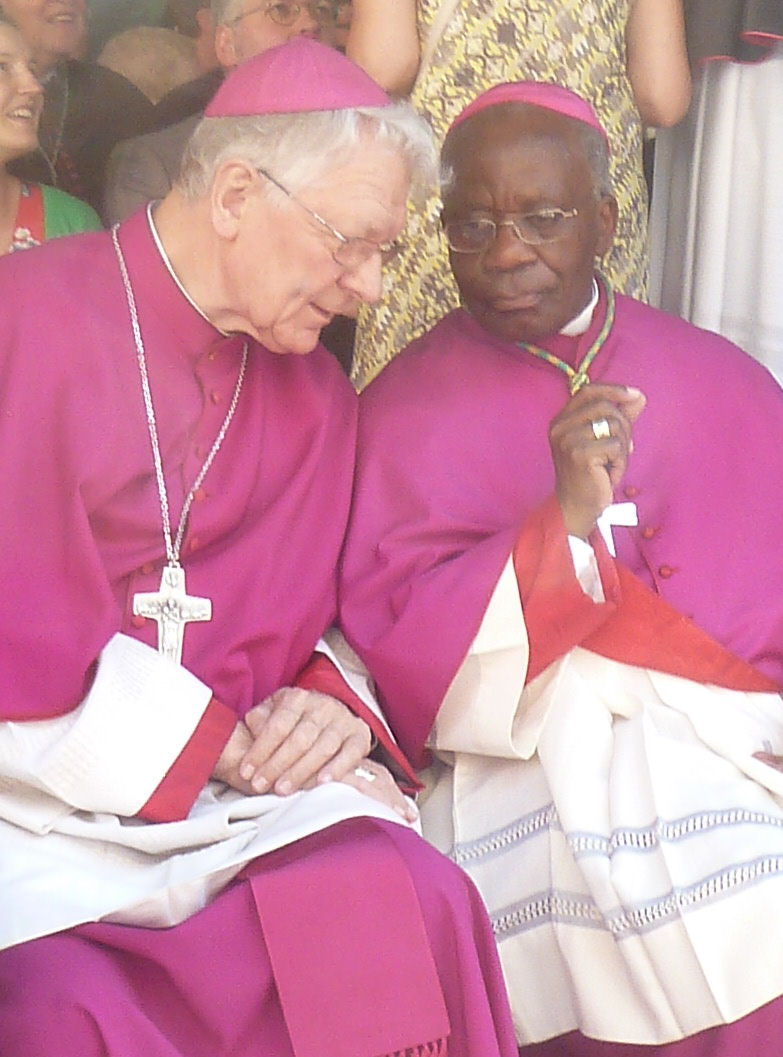
Van Looy (links) und der Apostolische Nuntius in Belgien, Augustine Kasujja (2017)

Bischofswappen von Lucas Van Looy

Lucas Van Looy SDB (* 28. September 1941 in Tielen) ist ein belgischer Ordensgeistlicher und emeritierter römisch-katholischer Bischof von Gent.

## Leben
Lucas Van Looy besuchte die Grundschule in Tielen sowie später das Sint-Jozefcollege der Jesuiten in Turnhout und das Kolleg der Salesianer Don Boscos in Hechtel. 1961 trat Van Looy der Ordensgemeinschaft der Salesianer Don Boscos bei. Nach dem Noviziat studierte er von 1962 bis 1964 Philosophie am ordenseigenen Scholastikat in Groot-Bijgaarden. Anschließend absolvierte er in Südkorea ein Pastoralpraktikum und eine pädagogische Ausbildung. Zudem erlangte er ein Lizenziat in Musik mit der Fachrichtung Klavier. Von 1967 bis 1970 folgte das Studium der Katholischen Theologie an der Katholieke Universiteit Leuven. Er legte am 6. März 1968 die ewige Profess ab und empfing am 12. September 1970 in Oud-Heverlee durch den Weihbischof in Mecheln-Brüssel, Paul Constant Schoenmaekers, das Sakrament der Priesterweihe. Nach weiterführenden Studien erwarb Van Looy 1972 an der Katholieke Universiteit Leuven mit der Arbeit Het terminologisch probleem bij het vertalen van de christelijke Godsidee in het Koreaans („Das terminologische Problem der Übersetzung des christlichen Gottesbegriffs ins Koreanische“) ein Lizenziat im Fach Missionswissenschaft.
Van Looy wurde 1972 als Missionar nach Südkorea entsandt. Dort war er zunächst als Religionslehrer und als Hochschulseelsorger im Erzbistum Gwangju tätig, bevor er 1974 Verantwortlicher für die Hochschulseelsorge im Erzbistum Seoul und Koordinator für die Hochschulpastoral in Ostasien wurde. Von 1978 bis 1984 fungierte er als Provinzial der koreanischen Ordensprovinz der Salesianer Don Boscos und Vorsitzender der Konferenz der höheren Ordensoberen in Korea. 1984 wechselte Lucas Van Looy an die Generalkurie seiner Ordensgemeinschaft nach Rom. Er gehörte von 1984 bis 1996 dem Generalrat der Salesianer Don Boscos an, in dem er von 1984 bis 1990 für die Missionsarbeit und von 1990 bis 1996 für die Jugendpastoral zuständig war. Papst Johannes Paul II. berief ihn am 22. März 1993 zudem zum Konsultor der Kongregation für die Evangelisierung der Völker und bestätigte ihn am 28. Mai 1998 und am 16. Juni 2003 jeweils für weitere fünf Jahre. Ab 1996 wirkte Van Looy als Generalvikar des Generaloberen seiner Ordensgemeinschaft und als Verantwortlicher für die Salesianische Familie. Daneben war er ab 1995 zusätzlich Kirchlicher Assistent der Weltvereinigung der katholischen Lehrer (WUCT).
Am 19. Dezember 2003 ernannte ihn Papst Johannes Paul II. zum 30. Bischof von Gent. Die Bischofsweihe spendete ihm der Erzbischof von Mecheln-Brüssel, Godfried Kardinal Danneels, am 1. Februar 2004 in der St.-Bavo-Kathedrale in Gent; Mitkonsekratoren waren sein Amtsvorgänger Arthur Luysterman und der Bischof von Antwerpen, Paul Van den Berghe. Sein Wahlspruch In nomine patris („Im Namen des Vaters“) stammt aus Mt 28,19 . Als Bischof strukturierte Van Looy 2016 das Bistum Gent neu, indem er die Zahl der Dekanate von 34 auf zehn verringerte.
In der Belgischen Bischofskonferenz leitete Lucas Van Looy die interdiözesanen Kommissionen für die kirchlichen Kulturgüter, für die Pastoral, für die Migranten, für das Laienapostolat und für die niederländischsprachigen Medien sowie die Kommission für Gerechtigkeit und Frieden. Darüber hinaus war er Vorsitzender der Caritas und von Pax Christi in Flandern. Ferner bestätigte ihn Papst Benedikt XVI. am 2. Juni 2009 als Konsultor der Kongregation für die Evangelisierung der Völker und Papst Franziskus berief ihn am 29. März 2014 zudem zum Mitglied der Kongregation für die Institute geweihten Lebens und für die Gesellschaften apostolischen Lebens. Ferner wurde Lucas Van Looy im Mai 2014 Vorsitzender von Caritas Europa und am 11. Juli 2015 berief ihn Papst Franziskus zum Mitglied des Vorstands von Caritas Internationalis. Außerdem nahm Van Looy 2015 an der 14. ordentlichen Vollversammlung der Bischofssynode zum Thema Berufung und Sendung der Familie in Kirche und Welt von heute teil und 2018 an der 15. ordentlichen Vollversammlung der Bischofssynode zum Thema Jugend, Glaube und Berufungsentscheidung. In diesem Rahmen forderte er 2015, in Armut lebende Familien und Flüchtlingsfamilien mehr zu beachten und sich ihrer Sorgen anzunehmen. 2018 regte er auf der Bischofssynode an, dass in die Beurteilung über die Eignung von Priesteramtskandidaten neben den Ausbildern und Leitungen der Priesterseminare auch andere Geistliche und Laien miteinbezogen werden sollten.
Papst Franziskus nahm am 27. November 2019 seinen altersbedingten Rücktritt an. Bis zur Bischofsweihe und Amtseinführung seines Nachfolgers, Lode Van Hecke OCSO, am 23. Februar 2020 leitete Lucas Van Looy das Bistum Gent als Apostolischer Administrator. Seitdem lebt er in Scherpenheuvel.
Am 29. Mai 2022 gab Papst Franziskus bekannt, ihn am 27. August desselben Jahres zum Kardinal kreieren zu wollen. Wegen der Überschreitung der Altersgrenze von 80 Jahren wäre Van Looy bei einem Konklave nicht wahlberechtigt gewesen. Am 16. Juni 2022 wurde bekannt, dass Van Looy Papst Franziskus gebeten hatte, von der Kardinalskreierung abzusehen. Der Papst entsprach diesem Wunsch. Laut einer Erklärung der Belgischen Bischofskonferenz waren der Hintergrund hierfür Vorwürfe, Lucas Van Looy habe Missbrauchsfälle in seiner Zeit als Bischof von Gent nicht ausreichend verfolgt und aufgeklärt. Sein Verzicht solle „verhindern, dass Opfer solcher Missbräuche infolge seines Kardinalats erneut verletzt werden“.

## Schriften
- Het terminologisch probleem bij het vertalen van de christelijke Godsidee in het Koreaans. Leuven 1972.
- Jugendspiritualität und Jugendbewegung zwei Charakteristiken der salesianischen Jugendpastoral. Institut für Salesianische Spiritualität der Salesianer Don Boscos, Benediktbeuern 1991, OCLC 75703310.
- Lucas Van Looy, Guglielmo Malizia, Francis Vincent Anthony (Hrsg.): Formazione professionale salesiana. Memoria e attualità per un confronto. Indagine sul campo. LAS, Rom 1997, ISBN 978-88-213-0371-5.
- Lucas Van Looy, Guglielmo Malizia (Hrsg.): Formazione professionale salesiana. Proposte in una prospettiva multidisciplinare (= Enciclopedia delle scienze dell’educazione. Band 65). LAS, Rom 1998, ISBN 978-88-213-0400-2.
- Pasen: een nieuwe toekomst. Halewijn, Antwerpen 2004, ISBN 978-90-8528-009-5.
- God ziet in het donker. Halewijn, Antwerpen 2005, ISBN 978-90-8528-040-8.
- Nog nooit heeft een mens zo gesproken. Halewijn, Antwerpen 2006, ISBN 978-90-8528-310-2.
- Alles begon met God. Kanttekeningen bij een zoekende kerk. 2007.
- Binnenstebuiten: pleidooi voor een aansprekende Kerk. Halewijn, Antwerpen 2009, ISBN 978-90-8528-109-2.
- In de naam van de Vader. 365 fragmenten uit homilieën en toespraken. Halewijn, Antwerpen 2018, ISBN 978-90-8528-497-0.